# Apprentissage
Pour les articles homonymes, voir Apprentissage (homonymie).
 (novembre 2024).

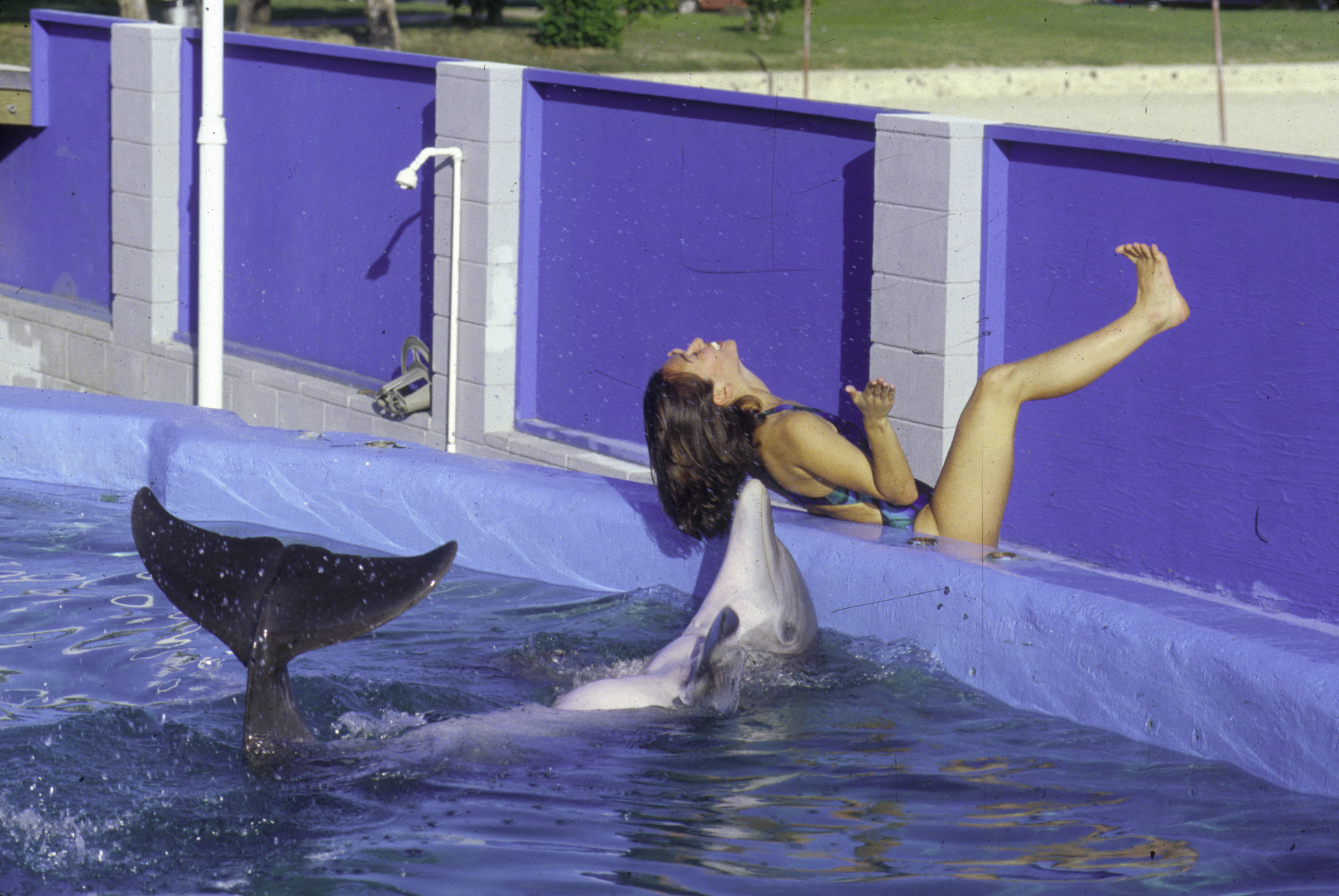
L'imitation est l'un des modes d'apprentissage fréquemment observé dans le monde animal. Ici, un dauphin imite des postures humaines, ce qui demande des capacités cognitives et mémorielles significatives.

L’apprentissage est un ensemble de mécanismes menant à l'acquisition de savoir-faire, de savoirs ou de connaissances. L'acteur de l'apprentissage est appelé « apprenant ». On peut opposer l'apprentissage à l'enseignement dont le but est de dispenser des connaissances et savoirs, l'acteur de l'enseignement étant l'enseignant ; en outre, l'apprentissage peut se faire sans enseignement (autoformation).
Pour la psychologie inspirée du comportementalisme, l’apprentissage est vu comme la mise en relation entre un événement provoqué par l'extérieur (stimulus) et une réaction adéquate du sujet, qui cause un changement de comportement qui est persistant, mesurable, et spécifique ou permet à l’individu de formuler une nouvelle construction mentale ou réviser une construction mentale préalable.
L’historien Philippe Ariès dans son ouvrage L’enfant et la vie familiale sous l’Ancien Régime (Paris, Seuil, 1975), insiste sur l’importance qu’il convient d’attribuer à l’apprentissage. Il force les enfants à vivre au milieu des adultes, qui leur communiquent ainsi le savoir-faire et le savoir-vivre. Le mélange des âges qu’il entraîne lui paraît un des traits dominants de notre société, du milieu du Moyen Âge au XVIIIe siècle.
La psychologie du développement étudie les changements, acquisitions et pertes, de la vie embryonnaire à la mort. L'apprentissage est un concept important étudié par cette discipline.
On a découvert en 2016 que l'apprentissage pouvait exister même dans certains organismes unicellulaires.

## Définition
L'apprentissage consiste à acquérir ou à modifier une représentation d'un environnement de façon à permettre avec celui-ci des interactions ou des relations efficaces ou de plus en plus efficaces.
L’apprentissage est un « changement dans le comportement d’un organisme résultant d’une interaction avec le milieu et se traduisant par un accroissement de son répertoire. L’apprentissage se distingue des changements comportementaux survenant à la suite de la maturation de l’organisme qui constituent eux aussi des enrichissements du répertoire mais sans que l’expérience, ou l’interaction avec le milieu, ait joué un rôle significatif ».
En béhaviorisme, on distingue généralement les conditionnements « classique » (type pavlovien) et « opérant » tel celui mis en place 20 ans après les expériences de Pavlov par le psychologue Skinner.

### Apprentissage, acquis et inné
La plupart des organismes pluricellulaires sont capables d'apprendre et de se souvenir, par des processus émergents. Certains unicellulaires montrent aussi une certaine capacité d'apprentissage.
- L'aspect fonctionnel en a d'abord été théorisé par Pavlov, fait intervenir des concepts déjà étudiés par Bayes et Laplace.
- L'aspect structurel est encore étudié par les neurosciences (voir par exemple Jean-Pierre Changeux). On est dans ce cas encore loin de comprendre des modèles aussi complexes que le cerveau humain. On commence (2008) à modéliser des systèmes perceptifs très simplifiés (voir réseau de neurones) que l'on « éduque » par des méthodes encore assez empiriques et à identifier des gènes directement impliqués dans le processus d'apprentissage et de la mémoire. On a d'abord cru qu'un groupe identifié de gènes contrôlait à la fois le conditionnement passif (Pavlov) et le conditionnement opérant. Des expériences faites sur des drosophiles génétiquement modifiées testées pour leurs capacités d'apprentissage dans un simulateur de vol laissent maintenant penser que les deux formes d'apprentissage dépendent de groupes différents de gènes et que l'apprentissage comportemental dépend de gènes qui n'étaient pas connus comme impliqués dans l'apprentissage. De plus, dans ce cas, les processus pavloviens inhibaient l'apprentissage comportemental. Des gènes qu'on pourrait qualifier de liés aux comportements répétitifs qui entrent en jeu dans l'apprentissage pourraient être aussi liés à des phénomènes de dépendance[5],[6].
- l'apprentissage peut être individuel et/ou collectif (ex : technique particulières de chasse en groupe chez certains carnivores et réponses groupées de proies, ou apprentissage collaboratif chez l'Homme)
- Chacun d'entre nous étant le produit de son hérédité et de son milieu, on peut parler d'intrication personnelle et collective entre inné et acquis, celle-ci constituant ce que nous nommons l'expérience individuelle et de groupe.

### Apprentissage, pédagogie et neuroscience
Certains phénomènes très aléatoires, se prêtent mal à l'apprentissage : ce que l'on croit savoir est alors une illusion, mais le sujet ne s'en rend pas compte. Ce « faux savoir » peut être très structurant pour l'environnement, notamment si les générations futures ont été conditionnées pour s'en imprégner.
L'apprentissage peut être un phénomène spatio-temporel individuel ou collectif (c'est une population qui apprend, éventuellement sur plusieurs générations chez l'humain notamment ; c'est une part de la culture commune et partagée). La distinction entre l'individuel et le collectif dépend aussi de l'échelle utilisée : un neurobiologiste, considère métaphoriquement l'apprentissage individuel chez l'être humain ou tout autre être vivant comme un apprentissage collectif effectué par sa population de neurones.
Des recherches récentes utilisant la caméra à positons indiquent que les mêmes zones cérébrales s'activent lors de l'observation d'une chose et de sa pratique (voir neurones miroirs). Outre l'éclairage que donne cette découverte sur le mimétisme comportemental des vulgarisateurs comme Robert Winston en infèrent qu'observer serait déjà « un peu » pratiquer.
L'expérience consistant à mettre deux chatons à deux bouts d'un tourniquet (l'un ayant l'usage de ses pattes pour rendre l'ensemble mobile et l'autre non) montre cependant qu'à expérience visuelle égale la psychomotricité ne s'acquiert que là où la vue est directement liée à l'action motrice.

## Théories
Les « cinq questions définitives pour distinguer les théories de l'apprentissage », par Mergel (en distinguant la section apprentissage, ¶ 1) fournit un cadre pour organiser les différentes théories :
1. Comment l'apprentissage se produit-il ?
2. Quels facteurs influent sur l'apprentissage ?
3. Quel est le rôle de la mémoire ?
4. Comment le transfert du savoir se produit-il ?
5. Quelles pratiques d'apprentissage sont mieux expliquées par cette théorie? (¶ 2)

Le tableau ci-dessous analyse les différentes théories d'apprentissage.
| Domaines                                              | Behaviorisme                                                                                                   | Cognitivisme                                                   | Constructivisme                                                 | Humanisme                                     | Connectivisme                                                                                         |
| Théoriciens de l'apprentissage                        | Thorndike, Pavlov, Watson, Guthrie, Hull, Tolman, Skinner                                                      | Koffka, Kohler, Lewin, Piaget, Ausubel, Bruner, Gagné          | Piaget, Vygotsky                                                | Maslow, Rogers                                | Siemens, Downes                                                                                       |
| Comment l'apprentissage se fait                       | Black box - comportement observables : l'objectif principal                                                    | Structurés, de calcul                                          | Signification sociale, créés par chaque apprenant (personnelle) | Réflexion sur l'expérience personnelle        | Distribué dans un réseau, social, technologiquement renforcée, reconnaître et interpréter les modèles |
| Facteurs d'influence                                  | La nature de la récompense, la punition, les stimuli                                                           | Schémas Existants, les expériences précédentes                 | Engagement, participation, social, culturel                     | La motivation, les expériences, les relations | Diversité du réseau, la force des liens, le contexte de survenue                                      |
| Rôle de la mémoire                                    | La mémoire est le câblage réel d'expériences répétées, où la récompense et la punition sont les plus influents | Encodage, le stockage, la récupération                         | La connaissance précédente remixée au contexte actuel           | Détient l'évolution du concept du soi         | Modèles adaptifs, représentatifs de l'état actuel, existant dans les réseaux                          |
| Comment le Transfert se produit                       | Stimulus, réponse                                                                                              | Duplication de structures de connaissance des « connaisseurs » | Socialisation                                                   | La facilitation, la transparence              | Connexion aux (ou ajout de) nœuds et agrandissement du réseau (social / conceptuel / biologique)      |
| Pratiques d'apprentissage expliqué par cette théorie? | (Task-Based Learning) Apprentissage basé sur des tâches.                                                       | Raisonnement, des objectifs clairs, la résolution de problèmes |                                                                 | Auto-dirigé, autonome                         | |

Reconnaissant le problème de société qu'est la vision de l'école comme Institution disciplinaire, les mouvements libertaires, anarchistes, ou punks, mettent également en avant d'autres théories de l'apprentissage :
- École libre
- Edupunk
- Apprentissage libre
- Éducation démocratique
- Éducation libertaire
- Éducation holistique
- Summerhill School
- Centration sur l'apprenant
- Instruction à la maison
- Démocratie des étudiants
- Éducation populaire
- Learning commons, e-learning centers
- Travail collaboratif
- Edgar Morin dans sa vision coconstructiviste, parle de Réforme de l’éducation[10]
- Des écoles sont formées d'après les causeries de Jiddu Krishnamurti[11], se rapprochant de l'humanisme, et d'une éducation holistique.

## Méthodes

### Imitation

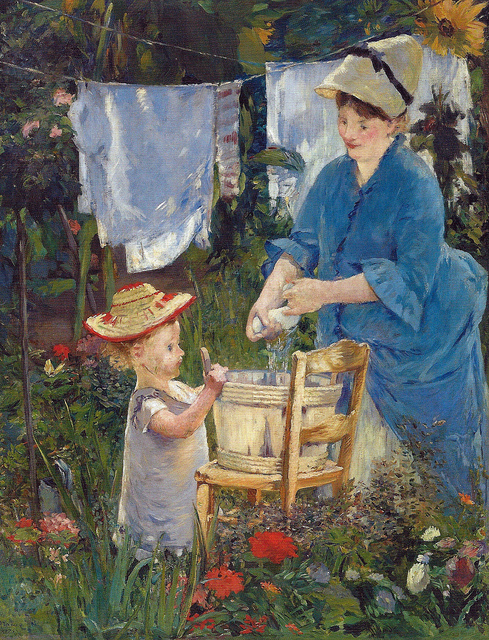
L'enfant apprend en observant et en imitant l'adulte (Le Linge, peinture d'Édouard Manet).

Le plus courant : il suppose de la part de l'enfant la valorisation d'un modèle et la volonté de le posséder, de le prendre. C'est par l'imitation que se font tous les apprentissages « spontanés » de la petite enfance: parole, gestes, mimiques, etc., ainsi que ceux de la dimension esthétique des activités: ton, grâce, style, manière, etc. Le rôle du pédagogue est de montrer l'exemple ou de proposer des modèles, sans devoir faire appel à la rationalité expérimentale et à sa systématisation. Abandonné par la pédagogie scolaire, il reste utilisé pour l'enseignement de tous les arts, qu'il s'agisse de l'équitation, du violon, de la cuisine, du dessin ou de la danse.

### Induction
L'induction est une forme d'apprentissage qui fonctionne très bien lorsqu'elle est bien encadrée. Elle consiste à créer une théorie, une loi, à partir d'observations, d'expériences. Par exemple, si j'observe une seringue remplie d'air que je peux compresser et étirer, j'en induirai que l'air, et les gaz, sont compressibles. Par contre, si un enfant observe une plume et une roche qui ne tombent pas à la même vitesse dans l'air, il induira que les objets lourds tombent plus vite, ce qui est faux. Il faut donc bien encadrer les sujets lorsque l'on utilise cette méthode. Elle se révèle très efficace car elle suscite des interrogations, ce qui établit un maximum de connexions dans notre cerveau, car nous apprenons avec ce que nous savons déjà.

### Association
On associe un stimulus nouveau à un mécanisme déjà appris, pour créer un nouveau savoir (exemple : si une réaction à une odeur est déjà apprise, on peut faire apprendre la même réaction à un son en faisant systématiquement précéder l'odeur par le son).

### Essais et erreurs
Il s'agit de la méthode essai-erreur. Le sujet est mis en situation, on ne lui donne aucun mode d'emploi (parfois même pas la condition de succès ou d'élimination). Pour fonctionner correctement, il faut que la solution soit assez facile à trouver, compte tenu de ce que le sujet sait déjà.
Pour apprendre des choses complexes, il faut donc s'appuyer sur l'apprentissage par association pour enchaîner des situations de difficulté croissante et permettant de nombreuses répétitions. Cela rend cet apprentissage coûteux. Mais c'est le seul qui fonctionne encore quand la solution doit être découverte, on parle alors de démarche heuristique.
- On peut distinguer une variante mentale : le sujet ne fait pas vraiment certains essais, mais utilise seulement des résultats virtuels, imaginaires, pour trier les essais qui valent la peine d'être faits : les expériences de pensée sont utilisées pour raisonner sur des phénomènes que nous ne pouvons expérimenter dans la réalité (cf. Einstein se demandant ce qu'il verrait s'il se déplaçait à la vitesse de la lumière). Cette construction imaginaire peut aller très loin, jusqu'à constituer un cadre théorique complet : beaucoup de mathématiciens depuis la plus haute antiquité imaginent ainsi « se déplacer » dans un univers de concepts mathématiques qui existerait indépendamment des humains (conception dite « platonicienne », dont Alain Connes est un des représentants célèbres).
- On peut également distinguer deux stratégies : la suppression des causes d'échec (détecter les événements conduisant à l'élimination) et la recherche des facteurs de succès (détecter les événements caractéristiques du succès). Dans le premier cas, il faut être capable de supporter l'échec pour frôler la limite ; cela permet de bien délimiter le domaine, et le sujet est plus à même de transposer à d'autres situations similaires mais différentes ; mais le risque est, par association, de faire l'apprentissage de l'échec plutôt que de la réussite…

À noter : une variante où, au lieu d'un seul individu faisant quantité d'essais, c'est un grand nombre d'individus qui font chacun un essai seulement. C'est l'apprentissage par sélection (ou criblage) qui est la méthode des populations vivantes pour apprendre à vivre (processus de sélection naturelle).
L'apprentissage par essais et erreurs est attesté chez des animaux sans cerveau comme la méduse Tripedalia cystophora et même chez des unicellulaires comme le myxomycète Physarum polycephalum.

### Explication
On explique au sujet, oralement ou par écrit, ce qu'il doit savoir (exemple : un manuel de secourisme). C'est le principe des cours magistraux. On parle souvent de transmissif dans ce cas.

### Répétition
On fait faire au sujet ce qu'il doit apprendre, d'abord passivement, puis de plus en plus activement, jusqu'à ce qu'il puisse faire et refaire seul les opérations.

### Combiné
C'est le plus efficace, et il est très utilisé en matière d'enseignement de savoir-faire professionnel, car il combine les modalités précédentes : le sujet est mis en situation (en commençant par les plus simples), on lui montre quelquefois les bons gestes en lui expliquant les principes d'action ; on le laisse ensuite se perfectionner par une répétition de moins en moins supervisée.

### Immersion
Les langues s'apprendraient mieux en situation d'immersion totale. Par exemple, lorsque les cours ne sont donnés que dans la langue à apprendre et que le professeur ne parle avec les élèves que dans leur langue d'immersion. À défaut, il est conseillé de passer une année ou deux dans un pays parlant la langue souhaitée afin de mieux saisir les différences d'expressions orales et écrites. De plus, en se débrouillant seul, on apprendrait plus facilement à comprendre la langue, les coutumes et la culture d'un pays.

### Pratique supervisée
L'apprentissage par pratique supervisée est une approche qui allie la pratique directe avec un encadrement et un feedback provenant de spécialistes ou de mentors. Cette méthode est utile pour l'acquisition de compétences pratiques en vue d'obtenir l'excellence opérationnelle dans des sphères aussi bien professionnelles qu'extra-professionnelles.

## Enquête sur les acquis fondamentaux
En 2004, les résultats d'une étude de l'OCDE menée dans quarante pays ont montré que les jeunes français étaient dans la moyenne en mathématiques. Cette enquête du Programme international pour le suivi des acquis (P.I.S.A.), cherchait à évaluer les compétences en mathématiques des élèves de 15 ans : la France arrivait en seizième position avec 511 points, c'est-à-dire onze points au-dessus de la moyenne des pays de l'OCDE. L'enquête portait sur environ 4 500 élèves par pays. En 2001, une enquête similaire révélait que la France se trouvait en milieu de classement pour la maîtrise de l'écrit et de la lecture : 4,2 % des jeunes français ne savaient pas lire correctement, contre 6,3 % en 2004.

## Recherches, applications et usages

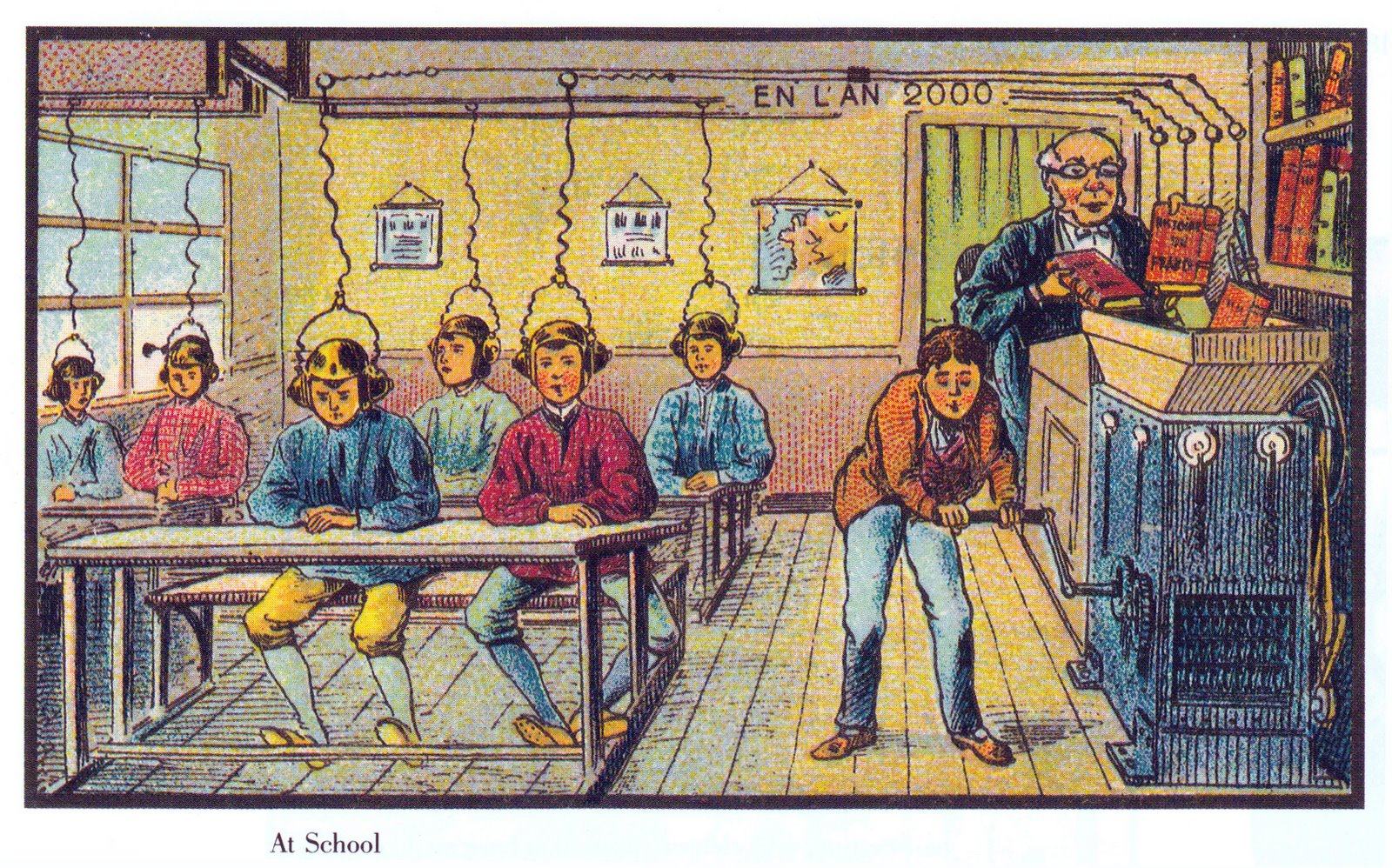
XXI c.

L'éthologie étudie les comportements d'apprentissage : le rôle de l'intelligence, les comportements d'adaptation et de survie concernent beaucoup d'espèces animales.
L'Éducation nationale (en France) dispose d'un vaste réseau de recherche sur la pédagogie. Les comportements d'apprentissage caractéristiques — auto-verbalisation systématique, questionnement répétitif — semblent difficiles à mettre en œuvre dans les classes (en) de l'école primaire.
Il y a un renouvellement de la réflexion sur l’apprentissage grâce aux réflexions des chercheurs sur la transmission de connaissances aux robots : dans un système expert, l’expert doit acquérir de nouvelles connaissances, enrichir son expérience, enregistrer les diagnostics qui ne marchent pas.
L’enseignement à distance et l’usage de didacticiels ont obligé à formaliser les conditions d’un apprentissage de bonne qualité : possibilité de réaction immédiate, répétabilité, capacité de retraitement de l’information.

## Autres dimensions
L'apprentissage est considéré dans les conceptions modernes d'ingénierie des connaissances, comme l'une des composantes clés de la performance collective des organisations, dans des communautés de pratique.
Quelques théories et sous-catégories d'apprentissage :
- apprentissage automatique, apprentissage en ligne, apprentissage collaboratif, apprentissage par le plaisir ;
- pédagogie de la gestion mentale issue des travaux d'Antoine de la Garanderie ;
- apprentissage moteur, outil, technique ;
- cognition, apprenance, apprentissage supervisé, tutorat, contrat d'apprentissage ;
- enseignement des langues étrangères, lecture ;
- méthode scientifique ;
- phases de l'apprentissage ;
- constructivisme, psychologie génétique, psychologie cognitive, sociologie cognitive, sociologie de l'éducation ;
- apprentissage des émotions[16] ;
- debugging ;
- apprentissage par le jeu.

## Cas particulier du domaine de l'intelligence artificielle
Dans ce domaine, l'apprentissage désigne des techniques, algorithmiques, permettant à un système d'IA d'acquérir des informations et concepts nouveaux, et d'améliorer ses performances dans une tâche donnée, sans être explicitement programmée pour tous les cas qu'elle rencontrera.
Historiquement, les premières tentatives d'apprentissage automatique remontent aux années 1950 avec le perceptron de Frank Rosenblatt, un réseau de neurones artificiels capable d'apprendre à classer des données simples. Ce paradigme a connu un bond dans les années 1980 avec le développement du backpropagation (rétropropagation du gradient), puis une révolution dans les années 2010 avec l'augmentation des capacités de calcul, l'accessibilité du big data et l'émergence de l'apprentissage profond (deep learning), notamment avec les réseaux de neurones convolutifs (CNN) et les architectures transformeurs comme GPT (Generative Pretrained Transformer),.
L'apprentissage automatique se divise aujourd'hui globalement en plusieurs catégories : l'apprentissage supervisé (à partir de données étiquetées) ; l'apprentissage non supervisé (sans étiquettes), l'apprentissage par renforcement (via récompenses et pénalités), et l'apprentissage semi-supervisé. Les systèmes d'IA apprennent ainsi à reconnaître des images, traduire des langues, générer du texte ou prédire des comportements ou des situations. Les modèles des années 2020 (par exemple utilisés dans un assistant virtuel ou un véhicule autonome, ont appris sur la base de milliards de paramètres ajustés par des algorithmes d'optimisation).

### Apprentissage de l'IAversusdans le monde vivant, chez l'animal et l'humain
Tous les organismes vivant ont une certaine capacité d'apprentissage.
Comparée à l'apprentissage dans le monde vivant et chez les animaux évolués, dont l'Homme et d'autres mammifères, celui de l'IA, algorithmique, repose sur des calculs statistiques, l'analyse de corrélations, sur une mémoire informatique et sur un principe de généralisation (capacité d'un modèle d'IA à appliquer ce qu'il a appris à partir d'un ensemble de données d'entraînement à de nouvelles données jamais vues. cette capacité est cruciale pour garantir la robustesse d'une IA qui ne se contentera pas de mémoriser des exemples, mais les utilisera pour capture des régularités utiles et adaptables à d'autres contextes. Une bonne généralisation permet à un modèle de faire des prédictions fiables en situation réelle, ce qui est nécessaire à son utilité). Des questions se posent concernant par exemple d'éventuels biais difficile à détecter faute, le plus souvent, de transparence des algorithmes d’apprentissage.
...Alors que le cerveau humain, mobilise, lui, des processus cognitifs complexes incluant l'émotion, l'intuition et la conscience qui sont encore philosophiquement discutés,.
L'humain apprend en partie instinctivement, et en partie poussé par l'éducation (qui lui apprend à apprendre), par abstraction, généralisation, par le jeu, et souvent à partir de peu d'exemples, alors que l'IA nécessite de vastes ensembles de données. En outre, le cerveau humain trie, réorganise, rêve.. selon la pertinence de ce qu'il apprend, et il oublie une grande partie de ce qu'il apprend (les connaissances acquises pour un examen s'effacent souvent immédiatement après (Crowder, 1976). Comme le souligne Dehaene (2014), le cerveau humain apprend en hiérarchisant, en catégorisant, et en éliminant certaines informations, alors que l'IA conservera potentiellement tout ce qu'elle apprend (sauf si on la programme pour effacer).
L'apprentissage humain est en outre très influencé par le contexte social, culturel et affectif, des facteurs qui n'ont pour l'instant pas d'équivalents directs pour les machines dites « intelligentes » et il sera probablement de plus en plus digitalisé et influencé par l'intelligence artificielle.

### Perspectives
L'apprentissage des IA est en partie inspiré de mécanismes biologiques et évolutifs, mais il est essentiellement fondé sur des principes computationnels distincts. Son évolution rapide transforme dans les années 2020 de nombreux secteurs, en soulevant des enjeux éthiques, cognitifs et sociétaux nouveaux et majeurs. Au vu de l'accélération des capacités d'apprentissage de l'IA, un nombre croissant d'experts du domaine, de futurologues et de prospectivistes annoncent développement d'une forme d'intelligence artificielle générale (AGI, capable de s'adapter à des tâches variées, tout comme un humain voire mieux), ainsi que l'IA explicable (XAI, visant à rendre les décisions des modèles plus transparentes), puis d'une superintelligence. L'UNESCO et d'autres institutions supraréginales et supra-étatiques appellent aussi à une IA éthique et inclusive, notamment dans l'éducation et la santé 5.

## Apprentissage et notion deBesoin
Le besoin se définit comme étant l'ensemble de tout ce qui est nécessaire à un être et/ou qui s'impose à tous. Selon Jacques Lapointe, dans son article intitulé « L'analyse des besoins d'apprentissage », on retrouve régulièrement le besoin dans les conversations selon les sujets traités et les circonstances qui l'entourent. Le besoin est associé au corporel, au spirituel au physiologique, au monétaire, à l'artificiel. De plus, on lie ce concept facilement aux concepts d'apprentissage.
On l'utilise indifféremment pour rendre compte des notions de désir, de manque et d'insuffisance. Parlant de cette notion de manque rattaché au besoin, il y a Kaufman qui détaille un peu plus. Il l'a présente dans un modèle « d'analyse d'écart », il définit le besoin comme étant « l'écart mesurable entre ce qui est et ce qui devrait être ». Le concept de besoin est intéressant du fait de sa simplicité apparente. Comme le souligne Fenouillet « le besoin repose sur une idée principale qui est facilement compréhensible des spécialistes comme des non spécialistes de la question : le manque ».

### Besoins d'apprentissage
Cette notion, se rapporte à l'idée de « quoi apprendre ou qu'enseigner ?», c'est-à-dire ce que l'on peut transmettre, qui est une notion épistémique. Apprendre remet en cause ou modifie l'identité d'individus et de groupes, éventuellement en bousculant les acquis antérieurs. Le fait de « comprendre » les apprenants en termes de besoin peut faciliter pour un professionnel de l'éducation le dépassement d'obstacles dans la construction de médiations éducatives et pédagogiques. Kern Dominique, dans son article « les besoins d'apprentissage spécifique au grand âge » propose une conceptualisation de ce besoin d'apprentissage. Dans la formation scolaire, les besoins d'apprentissage sont définis par l'Etat et des experts, et transcrit dans les programmes scolaires, comme les besoins des entreprises sont transcrits dans la formation continue. Ces mécanismes valent aussi pour la personne âgée. Identifier des besoins peut se faire par au moins deux voies : d'une part par le recensement auprès d'apprenants (réels ou potentiels) et, d'autre part, par une construction théorique plus ou moins étayée scientifiquement.
Le besoin d'apprendre n'est pas seulement le besoin d'individus ; il est aussi lié à des injonctions sociales ; et dans la société humaine, celui qui apprend à toujours besoin d'apprendre, afin d'apprendre à ceux qui apprennent.

#### Ouvrages
- Jean-Pierre Astolfi, L’école pour apprendre, Paris, Col. Pédagogies E.S.F.
- Bernadette Aumont et Pierre-Marie Mesnier, L’acte d’apprendre, Paris, P.U.F.
- Nadine Bednarz et Catherine Garnier, Construction des savoirs (Obstacles et conflits), Agence d’Arc, 1989
- Benjamin S. Bloom, Caractéristiques individuelles et apprentissages scolaires, Paris, Nathan, 1979,
- Blandine Bril, Apprentissage et contexte, Revue Intellectica n°35 : 251-268, 2002
- (en) F. Büchel et J.-L. Paour, Assessments of learning and development potential : theory and practices, Journal européen de psychologie de l’éducation, N° 5 (Numéro spécial), 2 juin 1990
- Denis Chevallier, Savoir faire et pouvoir transmettre, Paris, Édition de la MSH, 1990
- Bernard Charlot, Du rapport au savoir (Éléments pour une théorie), Paris, Col. Anthropos, Économica, 1986
- Stéphane Ehrlich, Apprentissage et mémoire chez l’homme, P.U.F., 1975,
- Robert M.Gagné, Les principes fondamentaux de l’apprentissage, Montréal, Holt, Rinehart & Winston, 1976
- André Giordan et Gérard de Vecchi, L’origine des savoirs, Neuchâtel/Paris, Delachaux et Niestlé, 1987
- Charles Hadji, Penser et agir l’éducation (De l’intelligence du développement au développement des intelligences), Paris, E.S.F.
- Michel Hurtig, Étude expérimentale des possibilités d’apprentissage intellectuel d’enfants débiles et d’enfants normaux, Enfance, N° 4-5, 1960Pages 371-383
- Michel Huteau, Style cognitif et personnalité, Presses Universitaires de Lille, 1987
- Bärbel Inhelder, Développement, régulation et apprentissage- Dans : Psychologie et épistémologie génétique (Thèmes piagétiens), Paris, Dunod, 1966Tome 1 - Chapitre 3 : Facteurs et régulations des développements
- Bärbel Inhelder, M. Bovet et H. Sinclair, Apprentissage et structures de la connaissance : Col. Psychologie d’aujourd’hui, Paris, P.U.F., 1974
- Bruno Martinelli, Sous le regard de l’apprenti (Burkina Faso), Revue Techniques et culture, 58 : 9-47, 1996
- Philippe Meirieu et Michel Develay, Le transfert des connaissances, Lyon, C.R.D.P. de Lyon, 1996
- Olivier Reboul, Qu’est-ce qu’apprendre ? (Pour une philosophie de l’enseignement), Paris, Col. L’Éducateur, N° 75, P.U.F., 1980
- N. F. Talyzina, De l’enseignement programmé à la programmation de la connaissance, Lille, Presses Universitaires de Lille, 1980
- Georges Chapouthier, Biologie de la mémoire, Paris, Odile Jacob, 2006

#### Articles
- Gérard Lenclud, « Apprentissage culturel et nature humaine », Terrain, no 40 - Enfant et apprentissage (mars 2003). [lire en ligne]